# Dmitrij Donskoj (křižník)
Dmitrij Donskoj byl pancéřový křižník ruského carského námořnictva. Námořnictvo jej provozovalo v letech 1885–1905. Křižník se účastnil rusko-japonské války a byl potopen v bitvě u Cušimy.

## Stavba

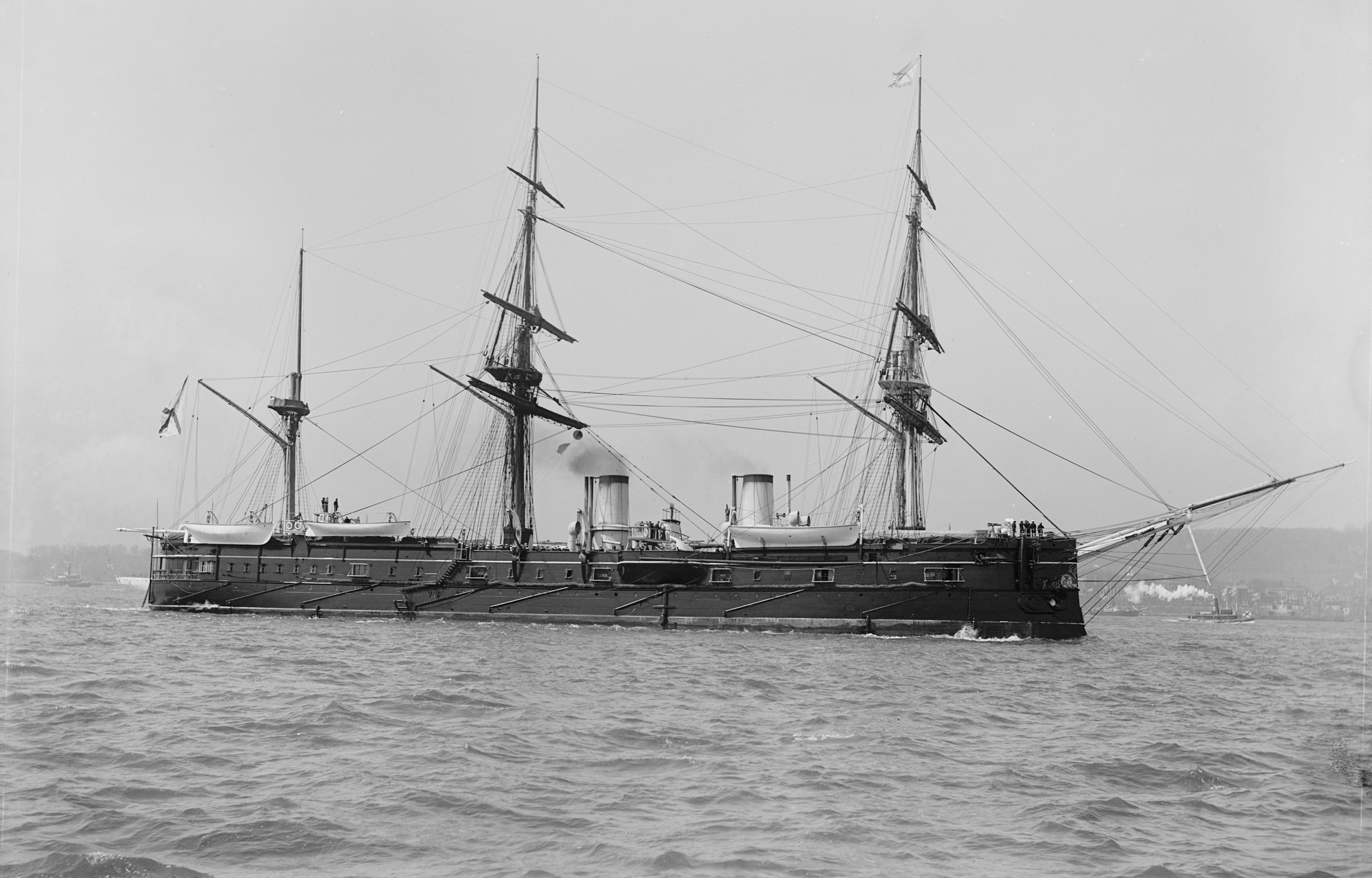
Dmitrij Donskoj roku 1893 v New Yorku

Križník postavila ruská loděnice v Petrohradu. Stavba byla zahájena 12. října 1880, trup byl na vodu spuštěn 30. srpna 1883 a roku 1885 byl křižník přijat do služby.

## Konstrukce

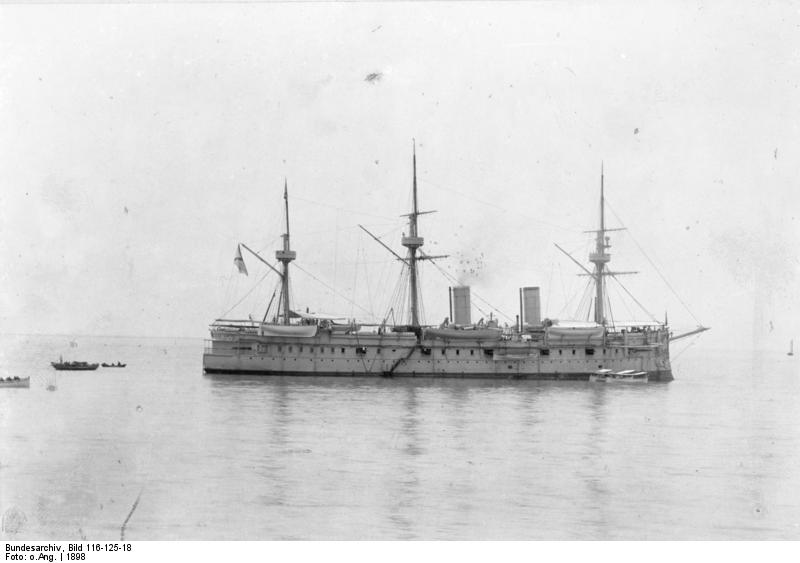
Dmitrij Donskoj roku 1898 v Tsingtau

Pancéřování tvořil boční pás o síle 114–152 mm a pancéřová paluba o síle 13 mm. Výzbroj tvořily dva 203mm kanóny, čtrnáct 152mm kanónů, čtyři 87mm kanóny, čtrnáct pětihlavňových 37mm kanónů Hotchkiss a pět 381mm torpédometů. Pohonný systém tvořily dva parní stroje o výkonu 7000 hp a osm kotlů. Lodní šroub byl jeden. Nejvyšší rychlost dosahovala 16,5 uzlu. Dosah byl 3300 námořních mil při rychlosti 10 uzlů.

## Služba
Křižník byl těžce poškozen v bitvě u Cušimy a následně potopen vlastní posádkou.

## Nález vraku
Vrak plavidla objevila 14. července 2018 jihokorejská společnost Shinil Group, zaměřující se na hledání vraků (předpokládá se, že křižník mohl přepravovat až 200 tun zlata). Dmitrij Donskoj se nachází 1300 metrů od ostrova Ullung-do a to v hloubce 434 metrů. 